# 鹿島田真希
鹿島田 真希（かしまだ まき、1976年10月26日 - ）は、日本の小説家。東京都出身。特にフランス文学の影響を受けた前衛的な作品を執筆している。

## 経歴
高校時代にドストエフスキーなどのロシア文学に傾倒。作品世界への興味から教会に通うようになり、17歳のときに日本ハリストス正教会で受洗し正教会信徒となる。白百合女子大学文学部ではフランス文学科に進み、プルーストなどを読む。卒論はジュリア・クリステヴァ。大学在学中の1998年、友人の勧めで応募した「二匹」で第35回文藝賞を受賞しデビュー。2003年に日本正教会の聖職者（結婚当時伝教師、結婚後に輔祭）の男性と結婚。その後、再婚している。
2004年、『白バラ四姉妹殺人事件』で第17回三島由紀夫賞候補、2005年『六〇〇〇度の愛』で三島由紀夫賞受賞。受賞作はマルグリット・デュラス『ヒロシマ、私の恋人』を下敷きに、長崎の原爆を主題としたものであった。2006年「ナンバーワン・コンストラクション」で第135回芥川賞候補。2007年『ピカルディーの三度』で野間文芸新人賞受賞。2009年「女の庭」で第140回芥川賞候補、「ゼロの王国」で第5回絲山賞を受賞。2010年『その暁のぬるさ』で第143回芥川賞候補。2012年『冥土めぐり』で第147回芥川賞受賞。笙野頼子以来の純文学新人賞三冠作家となった。

## 著書

### 単行本
- 『二匹』（1999年1月、河出書房新社 / 2005年12月、河出文庫）
  - 初出:『文藝』1998年冬季号
- 『レギオンの花嫁』（2000年3月、河出書房新社）
  - 初出:『文藝』1999年冬季号
- 『一人の哀しみは世界の終わりに匹敵する』（2003年5月、河出書房新社 / 2012年10月、河出文庫）
  - 天・地・チョコレート（『文藝』2001年秋季号）
  - 聖メリーゴーラウンド（『文藝』2001年冬季号）
  - この世の果てでのキャンプ（『文藝』2002年春季号「ほら吹きの逆立ち」を改題）
  - エデンの娼婦（『文藝』2002年夏季号「混血姫」を改題）
  - 一人の哀しみは世界の終わりに匹敵する（『文藝』2003年夏季号）
  - レギオンの花嫁（『文藝』1999年冬季号）文庫版のみ収録
- 『白バラ四姉妹殺人事件』（2004年8月、新潮社）
  - 初出:『新潮』2004年3月号
- 『六〇〇〇度の愛』（2005年6月、新潮社 / 2009年9月、新潮社）
  - 初出:『新潮』2005年2月号
- 『ナンバーワン・コンストラクション』（2006年7月、新潮社）
  - 初出:『新潮』2006年1月号
- 『ピカルディーの三度』（2007年8月、講談社）
  - 美しい人（『早稲田文学』0、2007年5月）
  - ピカルディーの三度（『群像』2007年3月号）
  - 俗悪なホテル（『早稲田文学』2005年5月号）
  - 万華鏡スケッチ（『en-taxi』2004年春季号）
  - 女小説家（『群像』2005年5月号）
- 『女の庭』（2009年1月、河出書房新社）
  - 女の庭（『文藝』2008年秋季号）
  - 嫁入り前（『文藝』2006年夏季号）
- 『ゼロの王国』（2009年4月、講談社 / 2012年6月、講談社文庫【上・下】）
  - 初出:『群像』2008年1月号 - 2009年1月号
- 『黄金の猿』（2009年7月、文藝春秋 / 2012年、文春文庫）
  - もう出ていこう[3]（『WB』Vol.13、2008年夏）文庫版、電子版未収録
  - ブルーノート（『早稲田文学』2、2008年12月）
  - 「黄金の猿」三部作
    - ハネムーン（『新潮』2006年3月号）
    - 緑色のホテル（『新潮』2008年11月号）
    - 二人の庭園（『文學界』2008年11月号）
- 『来たれ、野球部』（2011年9月、講談社 / 2014年3月、講談社文庫）
  - 初出:『群像』2008年8月号・9月号
- 『その暁のぬるさ』(2012年8月、集英社)
  - その暁のぬるさ（『すばる』2010年4月号）
  - 酔いどれ四季（『すばる』2008年12月号）
- 『冥土めぐり』（2012年7月、河出書房新社 / 2015年1月、河出文庫）
  - 冥土めぐり（『文藝』2012年春季号）
  - 99の接吻（『文藝』2009年夏季号）
- 『ハルモニア』（2013年9月、新潮社）
  - ハルモニア（『新潮』2012年10月号）
  - 砂糖菓子哀歌（『新潮』2013年5月号）
- 『少女のための秘密の聖書』（2014年12月、新潮社）
  - 初出:『波』2012年10月号 - 2014年3月号
- 『選ばれし壊れ屋たち』（2016年6月、文藝春秋）
  - 不死身の偽教祖（『オール讀物』2014年7月号）
  - ぶれないツバサ（『オール讀物』2014年10月号）
  - クマちゃんの審美眼（『オール讀物』2015年1月号）
  - ダイヤモンドダストの原石（『オール讀物』2015年4月号）
  - 選ばれし壊れ屋たち（『オール讀物』2015年7月号）
  - 正論と混乱（『オール讀物』2015年10月号）
- 『少年聖女』(2016年8月、河出書房新社)
  - 初出:『文藝』2016年夏季号

### アンソロジー収録
- 女小説家 - 『文学2006』（2006年4月、講談社）
  - 初出:『群像』2005年5月号
- 波打ち際まで - 『文学2013』（2013年4月、講談社） / 『現代小説クロニクル 2010–2014』（2015年12月、講談社文芸文庫）
  - 初出:『文藝』2012年冬季号
- ガーデン・ノート - 『文学2015』（2015年4月、講談社）
  - 初出:『文學界』2014年3月号
- キョンちゃん - 『どうぶつたちの贈り物』（2016年2月、PHP研究所 / 【改題】『世にもふしぎな動物園』2018年11月、PHP文芸文庫）

### 単行本未収録作品
- 強くなりたい（『小説新潮』2006年5月号）
- 月が見ている（『小説新潮』2007年3月号）
- 女小説家の一日（『新潮』2007年8月号）
- ふれないで（『小説新潮』2007年11月号）
- 川でうたう子ども（『文學界』2008年1月号）
- 冷たい月だった（『小説新潮』2008年10月号）
- パーティーでシシカバブ（『文學界』2009年2月号）
- エスパーニャの神（『思想地図 vol.4』2009年11月） - 「戦国BASARA」にキリスト教を混ぜたボーイズラブ同人的なパロディ作品。
- 湖面の女たち（『新潮』2009年8月号）
- 第三の愛（『群像』2009年9月号）
- まあめいど（『文學界』2009年12月号）
- 金の櫛（『新潮』2012年4月号）
- 百円の啓示（『すばる』2013年4月号）
- 返事（『すばる』2014年1月号）
- 死体と乙女（『群像』2016年3月号）